# Trichosteleum subpapuana
Trichosteleum subpapuana là một loài Rêu trong họ Sematophyllaceae. Loài này được (Dixon) E.B. Bartram miêu tả khoa học đầu tiên năm 1942.